# Paris Football Club 1978-1979
Questa voce raccoglie le informazioni riguardanti il Paris Football Club nelle competizioni ufficiali della stagione 1978-1979.

## Stagione
Limitato dalla mancanza di stile di gioco e da un organico ridotto, il Paris FC, che pure era riuscito ad ottenere dei risultati utili durante i derby con il Paris Saint-Germain e a battere il record di affluenza allo stadio, rimase impantanato per tutto l'arco del campionato nella parte bassa della classifica, non superando mai la diciassettesima posizione e risultando, alla vigilia dell'ultima giornata, diciannovesimo assieme al Valenciennes, con lo scontro diretto ancora da giocare. Svantaggiato dalla differenza reti, il PFC non andò oltre il pareggio, vedendosi costretto a disputare il play-off contro il Lens, perso ai tiri di rigore dopo che i due incontri si erano conclusi a reti inviolate.
Durante la stagione, il consiglio di Parigi tentò un salvataggio della società accordandosi con il gruppo Lagardère, già presente come sponsor: il finanziamento venne ottenuto in cambio di una effimera rinominazione in « Paris 1 ».

## Maglie e sponsor
Lo sponsor tecnico per la stagione 1978-1979 è Le Coq Sportif, lo sponsor ufficiale è Europe 1. Viene adottata come colorazione societaria l'azzurro cielo, con rifiniture nere e rosse sui bordi della maglia.
| Manica sinistra · Manica sinistra · Maglietta · Maglietta · Manica destra · Manica destra · Pantaloncini · Calzettoni | Manica sinistra · Manica sinistra · Maglietta · Maglietta · Manica destra · Manica destra · Pantaloncini · Calzettoni |  |

## Organigramma societario
Area direttiva
- Presidente: Roger Zeppellini

Area tecnica
- Direttore sportivo: Bruno Bollini
- Allenatore: Robert Vicot

## Rosa
| N. |                      | Ruolo | Calciatore                |
| -- | -------------------- | ----- | ------------------------- |
|    | Francia (bandiera)   | P     | Michel Bensoussan         |
|    | Francia (bandiera)   | P     | Pascal Rousseau           |
|    | Francia (bandiera)   | P     | Georges Tignard           |
|    | Argentina (bandiera) | D     | Daniel Alberto            |
|    | Francia (bandiera)   | D     | Bernard Caron             |
|    | Francia (bandiera)   | D     | Michel Drouilhat          |
|    | Algeria (bandiera)   | D     | Lamri Laachi              |
|    | Francia (bandiera)   | D     | Jean-Claude Lafargue      |
|    | Francia (bandiera)   | D     | Patrick Papin             |
|    | Francia (bandiera)   | D     | Gérard Pinson             |
|    | Francia (bandiera)   | D     | Jean-Christophe Thouvenel |
|    | Francia (bandiera)   | D     | Daniel Wilczynski         |
|    | Francia (bandiera)   | C     | Jean-Jacques Amorfini     |
|    | Francia (bandiera)   | C     | Gérard Cenzato            |
|    | Francia (bandiera)   | C     | Georges Eo                |
|    | Francia (bandiera)   | C     | Bernard Guignedoux        |
|    | Francia (bandiera)   | C     | Jean-Noël Huck            |

| N. |                       | Ruolo | Calciatore               |
| -- | --------------------- | ----- | ------------------------ |
|    | Francia (bandiera)    | C     | Lionel Justier           |
|    | Francia (bandiera)    | C     | Zaïr Kedadouche          |
|    | Francia (bandiera)    | C     | Bernard Lech (capitano)  |
|    | Francia (bandiera)    | C     | Philippe Lefebvre        |
|    | Francia (bandiera)    | C     | Francis Smerecki         |
|    | Francia (bandiera)    | C     | Jean-Jacques Tomaszewski |
|    | Francia (bandiera)    | C     | Bernard Vendrely         |
|    | Francia (bandiera)    | A     | Henri Aniol              |
|    | Francia (bandiera)    | A     | Jean-Gilles Assard       |
|    | Portogallo (bandiera) | A     | Fernando Barbosa         |
|    | Francia (bandiera)    | A     | Serge Barrientos         |
|    | Francia (bandiera)    | A     | Jean-François Beltramini |
|    | Argentina (bandiera)  | A     | Humberto Bravo           |
|    | Francia (bandiera)    | A     | Eric Campaner            |
|    | Francia (bandiera)    | A     | Yves Mariot              |
|    | Francia (bandiera)    | A     | Philippe Prieur          |
|    | Jugoslavia (bandiera) | A     | Nebojša Zlatarić         |

## Calciomercato

### Sessione estiva
| Acquisti | Acquisti                  | Acquisti            | Acquisti |
| R.       | Nome                      | a                   | Modalità |
| -------- | ------------------------- | ------------------- | -------- |
| P        | Michel Bensoussan         | Paris Saint-Germain |          |
| D        | Daniel Alberto            | Independiente       |          |
| D        | Jean-Christophe Thouvenel | Servette            |          |
| D        | Daniel Wilczynski         | INF Vichy           |          |
| C        | Jean-Jacques Amorfini     | Red Star            |          |
| C        | Georges Eo                | Red Star            |          |
| C        | Jean-Noël Huck            | Nizza               |          |
| C        | Lionel Justier            | Paris Saint-Germain |          |
| C        | Bernard Vendrely          | Troyes              |          |
| A        | Henri Aniol               | Nantes              |          |
| A        | Serge Barrientos          | Angoulême           |          |
| A        | Yves Mariot               | Bastia              |          |

| Cessioni | Cessioni         | Cessioni | Cessioni |
| R.       | Nome             | a        | Modalità |
| -------- | ---------------- | -------- | -------- |
| C        | Daniel Bourgeois | Mulhouse |          |
| A        | Alfred Kaiser    | Haguenau |          |

### Operazioni esterne alle sessioni
| Acquisti | Acquisti       | Acquisti     | Acquisti |
| R.       | Nome           | a            | Modalità |
| -------- | -------------- | ------------ | -------- |
| D        | Bernard Caron  | Nancy        |          |
| A        | Humberto Bravo | Talleres (C) |          |

| Cessioni | Cessioni         | Cessioni | Cessioni |
| R.       | Nome             | a        | Modalità |
| -------- | ---------------- | -------- | -------- |
| A        | Serge Barrientos | Cannes   |          |
| A        | Yves Mariot      | Nizza    |          |
| A        | Nebojša Zlatarić | Lens     |          |

## Risultati

### Division 1

#### Girone di andata
| Arbitro: | Girard |

|  |           |                     |
|  | Marcatori | 68’ Milla 83’ Hazam |

| Arbitro: | Delmer |

|                                                |           |              |
| Krimau 32’, 84’ Papi 50’ (rig.) Ihily 63’, 80’ | Marcatori | 16’ Zlatarić |

| Parigi 28 luglio 1978 3ª giornata | Paris FC | 0 – 0 referto | Olympique Lione | Stadio Déjerine (3 318 spett.)\| Arbitro: \| Frère \| |
| Arbitro:                          | Frère    |               |                 |                                                       |

| Arbitro: | Meeus |

|                                                 |           |          |
| Rouyer 7’ Zénier 14’ Platini 70’, 85’ Pokou 75’ | Marcatori | 23’ Lech |

| Arbitro: | Buils |

|                                |           |         |
| Beltramini 37’ Lech 52’ (rig.) | Marcatori | 60’ Six |

| Arbitro: | Wurtz |

|                               |           |                       |
| Bianchi 16’ (rig.) Renaut 52’ | Marcatori | 48’ Lech 59’ Zlatarić |

| Arbitro: | Vigliani |

|                                |           |                    |
| Lech 26’ (rig.) Beltramini 90’ | Marcatori | 47’, 65’ Lechantre |

| Arbitro: | Rancelli |

|                     |           |                    |
| Onnis 20’ Soler 45’ | Marcatori | 71’ (aut.) Vitalis |

| Arbitro: | Delmer |

|  |           |               |
|  | Marcatori | 80’ Ehrlacher |

| Arbitro: | Meeus |

|                  |           |  |
| Trossero 4’, 40’ | Marcatori |  |

| Arbitro: | di Bernardo |

|              |           |  |
| Zlatarić 90’ | Marcatori |  |

| Arbitro: | Meeus |

|                                       |           |                                   |
| Simon 1’ Olarević 45’, 46’ Cabral 61’ | Marcatori | 50’ (aut.) Denneulin 86’ Zlatarić |

| Arbitro: | Vautrot |

|               |           |                           |
| Thouvenel 29’ | Marcatori | 72’ Synaeghel 83’ Zaremba |

| Arbitro: | Delmer |

|  |           |                          |
|  | Marcatori | 70’ Beltramini 79’ Bravo |

| Arbitro: | Lambert |

|                                                                 |           |  |
| Lacombe 44’ (rig.), 65’ Rocheteau 68’, 78’ Santini 75’ Elie 83’ | Marcatori |  |

| Arbitro: | Meeus |

|                              |           |  |
| Beltramini 9’, 82’ Caron 89’ | Marcatori |  |

| Arbitro: | Lambert |

|          |           |                           |
| Tota 11’ | Marcatori | 39’ Beltramini 55’ Laachi |

| Arbitro: | Mouchotte |

|                                    |           |  |
| Aniol 16’ Bravo 55’ Beltramini 81’ | Marcatori |  |

| Arbitro: | Rancelli |

|            |           |  |
| Ivezić 72’ | Marcatori |  |

#### Girone di ritorno
| Arbitro: | Konrath |

|           |           |         |
| Bravo 52’ | Marcatori | 69’ Rep |

| Arbitro: | Vautrot |

|                      |           |               |
| Chiesa 19’ Maroc 80’ | Marcatori | 5’ Beltramini |

| Arbitro: | di Bernardo |

|          |           |             |
| Lech 18’ | Marcatori | 70’ Jeannol |

| Arbitro: | Mouchotte |

|             |           |                |
| Buigues 89’ | Marcatori | 90’ Beltramini |

| Arbitro: | Didier |

|             |           |             |
| Alberto 87’ | Marcatori | 56’ Bianchi |

| Arbitro: | Delmer |

|                                                                  |           |               |
| Coste 14’ Delamontagne 58’ Pérais 65’ Keruzoré 73’ Bourebbou 88’ | Marcatori | 6’ Beltramini |

| Arbitro: | Verbecke |

|                |           |                                                                             |
| Beltramini 90’ | Marcatori | 6’, 79’, 86’ (rig.) Onnis 8’ (aut.) Justier 28’ Nogués 40’ Dalger 69’ Soler |

| Arbitro: | Mouchotte |

|                        |           |  |
| Piasecki 40’, 49’, 82’ | Marcatori |  |

| Arbitro: | Wurtz |

|           |           |                                      |
| Bravo 10’ | Marcatori | 59’ Baronchelli 89’ (rig.) Rampillon |

| Arbitro: | Delmer |

|                             |           |  |
| Boissier 12’ Marguerite 32’ | Marcatori |  |

| Arbitro: | Konrath |

|               |           |                 |
| Thouvenel 12’ | Marcatori | 73’ Pleimelding |

| Arbitro: | Konrath |

|                                                     |           |                |
| Hinschberger 2’ Formica 65’, 68’, 78’ Battiston 66’ | Marcatori | 14’ Beltramini |

| Arbitro: | Kitabdjian |

|                          |           |               |
| Bravo 48’ Beltramini 65’ | Marcatori | 75’ Bertolino |

| Arbitro: | Bacou |

|  |           |          |
|  | Marcatori | 78’ Elie |

| Arbitro: | Konrath |

|                                                   |           |  |
| Castellani 10’, 69’, 90’ Bjeković 45’ Guillou 63’ | Marcatori |  |

| Arbitro: | di Bernardo |

|                                       |           |                     |
| Lech 52’ Thouvenel 65’ Beltramini 81’ | Marcatori | 18’ (aut.) Lafargue |

| Angers 25 maggio 1979 36ª giornata | Angers     | 0 – 0 referto | Paris FC | Stadio Jean Bouin (5 081 spett.)\| Arbitro: \| Kitabdjian \| |
| Arbitro:                           | Kitabdjian |               |          |                                                              |

| Arbitro: | Fruchart |

|                                |           |            |
| Lech 15’ Lefebvre 79’ Huck 84’ | Marcatori | 39’ Benoît |

| Arbitro: | Nungesser |

|             |           |             |
| Lavaron 45’ | Marcatori | 2’ Smerecki |

#### Play-out
| Parigi 14 giugno 1979 Play-out - Andata | Paris FC | 0 – 0 referto | Lens | Stadio Déjérine (15 000 spett.)\| Arbitro: \| Wurtz \| |
| Arbitro:                                | Wurtz    |               |      |                                                        |

| Arbitro: | Konrath |

|  |                      |  |
|  | Tiri di rigore 3 – 2 |  |

### Coppa di Francia
| Arbitro: | di Bernardo |

|                                             |           |             |
| Bravo 20’, 33’, 72’ Aniol 44’ Thouvenel 67’ | Marcatori | 27’ Russail |

| Arbitro: | di Bernardo |

|  |           |                       |
|  | Marcatori | 36’ Princet 85’ Félix |

| Angers 24 marzo 1979 Sedicesimi di finale - Ritorno | Angers | 0 – 0 referto | Paris FC | Stadio Jean Bouin (4 207 spett.)\| Arbitro: \| Bacou \| |
| Arbitro:                                            | Bacou  |               |          |                                                         |

## Statistiche

### Statistiche di squadra
| Competizione     | Punti | In casa | In casa | In casa | In casa | In casa | In casa | In trasferta | In trasferta | In trasferta | In trasferta | In trasferta | In trasferta | Totale | Totale | Totale | Totale | Totale | Totale | DR  |
| Competizione     | Punti | G       | V       | N       | P       | Gf      | Gs      | G            | V            | N            | P            | Gf           | Gs           | G      | V      | N      | P      | Gf     | Gs     | DR  |
| ---------------- | ----- | ------- | ------- | ------- | ------- | ------- | ------- | ------------ | ------------ | ------------ | ------------ | ------------ | ------------ | ------ | ------ | ------ | ------ | ------ | ------ | --- |
| Division 1       | 28    | 19      | 7       | 6       | 6       | 26      | 25      | 19           | 2            | 4            | 13           | 16           | 52           | 38     | 9      | 10     | 19     | 42     | 77     | -32 |
| Coppa di Francia | -     | 2       | 1       | 0       | 1       | 5       | 2       | 1            | 0            | 1            | 0            | 0            | 0            | 3      | 1      | 1      | 1      | 5      | 2      | +3  |
| Totale           | -     | 21      | 8       | 6       | 7       | 31      | 27      | 20           | 2            | 5            | 13           | 16           | 52           | 41     | 10     | 11     | 20     | 47     | 79     | -32 |

### Andamento in campionato
| Giornata  | 1  | 2  | 3  | 4  | 5  | 6  | 7  | 8  | 9  | 10 | 11 | 12 | 13 | 14 | 15 | 16 | 17 | 18 | 19 | 20 | 21 | 22 | 23 | 24 | 25 | 26 | 27 | 28 | 29 | 30 | 31 | 32 | 33 | 34 | 35 | 36 | 37 | 38 |
| --------- | -- | -- | -- | -- | -- | -- | -- | -- | -- | -- | -- | -- | -- | -- | -- | -- | -- | -- | -- | -- | -- | -- | -- | -- | -- | -- | -- | -- | -- | -- | -- | -- | -- | -- | -- | -- | -- | -- |
| Luogo     | C  | T  | C  | T  | C  | T  | C  | T  | C  | T  | C  | T  | C  | T  | T  | C  | T  | C  | T  | C  | T  | C  | T  | C  | T  | C  | T  | C  | T  | C  | T  | C  | C  | T  | C  | T  | C  | T  |
| Risultato | P  | P  | N  | P  | V  | N  | N  | P  | P  | P  | V  | P  | P  | V  | P  | V  | V  | V  | P  | N  | P  | N  | N  | N  | P  | P  | P  | P  | P  | N  | P  | V  | P  | P  | V  | N  | V  | N  |
| Posizione | 19 | 20 | 20 | 20 | 19 | 18 | 18 | 19 | 20 | 20 | 18 | 20 | 20 | 18 | 19 | 18 | 18 | 17 | 18 | 17 | 18 | 18 | 17 | 17 | 17 | 18 | 18 | 18 | 18 | 19 | 19 | 19 | 19 | 19 | 19 | 19 | 19 | 19 |

Fonte:  France » Ligue 1 1978/1979, su worldfootball.net.
Legenda:

Luogo: C = Casa; T = Trasferta. Risultato: V = Vittoria; N = Pareggio; P = Sconfitta.

### Statistiche dei giocatori
| Giocatore        | Division 1 | Division 1 | Division 1  | Division 1 | Coupe de France | Coupe de France | Coupe de France | Coupe de France | Totale   | Totale | Totale      | Totale     |
| Giocatore        | Presenze   | Reti       | Ammonizioni | Espulsioni | Presenze        | Reti            | Ammonizioni     | Espulsioni      | Presenze | Reti   | Ammonizioni | Espulsioni |
| ---------------- | ---------- | ---------- | ----------- | ---------- | --------------- | --------------- | --------------- | --------------- | -------- | ------ | ----------- | ---------- |
| D. Alberto       | 19         | 1          | 1           | 0          | 1               | 0               | 0               | 0               | 20       | 1      | 1           | 0          |
| J.J. Amorfini    | 18         | 0          | 0           | 0          | 0               | 0               | 0               | 0               | 18       | 0      | 0           | 0          |
| H. Aniol         | 16         | 1          | 0           | 0          | 2               | 1               | 0               | 0               | 18       | 2      | 0           | 0          |
| J.G. Assard      | 1          | 0          | 0           | 0          | 0               | 0               | 0               | 0               | 1        | 0      | 0           | 0          |
| F. Barbosa       | 2          | 0          | 0           | 0          | 0               | 0               | 0               | 0               | 2        | 0      | 0           | 0          |
| S. Barrientos    | 3          | 0          | 0           | 0          | -               | -               | -               | -               | 3        | 0      | 0           | 0          |
| J.F. Beltramini  | 38         | 14         | 0           | 0          | 3               | 0               | 0               | 0               | 41       | 14     | 0           | 0          |
| M. Bensoussan    | 28         | -50        | 0           | 0          | 1               | -1              | 0               | 0               | 29       | -51    | 0           | 0          |
| H. Bravo         | 24         | 5          | 1           | 0          | 3               | 3               | 0               | 0               | 27       | 8      | 1           | 0          |
| E. Campaner      | 2          | 0          | 0           | 0          | 0               | 0               | 0               | 0               | 2        | 0      | 0           | 0          |
| B. Caron         | 31         | 1          | 0           | 0          | 3               | 0               | 0               | 0               | 34       | 1      | 0           | 0          |
| G. Cenzato       | 10         | 0          | 0           | 0          | 1               | 0               | 0               | 0               | 11       | 0      | 0           | 0          |
| M. Drouilhat     | 2          | 0          | 0           | 0          | 1               | 0               | 0               | 0               | 3        | 0      | 0           | 0          |
| G. Eo            | 28         | 0          | 0           | 0          | 2               | 0               | 0               | 0               | 30       | 0      | 0           | 0          |
| B. Guignedoux    | 2          | 0          | 0           | 0          | 0               | 0               | 0               | 0               | 2        | 0      | 0           | 0          |
| J.N. Huck        | 32         | 1          | 1           | 0          | 3               | 0               | 0               | 0               | 35       | 1      | 1           | 0          |
| L. Justier       | 21         | 0          | 0           | 0          | 1               | 0               | 0               | 0               | 22       | 0      | 0           | 0          |
| Z. Kedadouche    | 1          | 0          | 0           | 0          | 1               | 0               | 0               | 0               | 2        | 0      | 0           | 0          |
| L. Laachi        | 31         | 1          | 0           | 0          | 3               | 0               | 0               | 0               | 34       | 1      | 0           | 0          |
| J.C. Lafargue    | 6          | 0          | 0           | 0          | 0               | 0               | 0               | 0               | 6        | 0      | 0           | 0          |
| B. Lech          | 27         | 7          | 0           | 0          | 0               | 0               | 0               | 0               | 27       | 7      | 0           | 0          |
| P. Lefebvre      | 9          | 1          | 0           | 0          | 1               | 0               | 0               | 0               | 10       | 1      | 0           | 0          |
| Y. Mariot        | 10         | 0          | 0           | 0          | -               | -               | -               | -               | 10       | 0      | 0           | 0          |
| P. Papin         | 8          | 0          | 0           | 0          | 1               | 0               | 0               | 0               | 9        | 0      | 0           | 0          |
| G. Pinson        | 3          | 0          | 0           | 0          | 0               | 0               | 0               | 0               | 3        | 0      | 0           | 0          |
| P. Prieur        | 1          | 0          | 0           | 0          | 0               | 0               | 0               | 0               | 1        | 0      | 0           | 0          |
| P. Rousseau      | 0          | 0          | 0           | 0          | 0               | 0               | 0               | 0               | 0        | 0      | 0           | 0          |
| F. Smerecki      | 23         | 1          | 0           | 0          | 1               | 0               | 0               | 0               | 24       | 1      | 0           | 0          |
| G. Tignard       | 10         | -27        | 0           | 0          | 2               | -2              | 0               | 0               | 12       | -29    | 0           | 0          |
| J.C. Thouvenel   | 34         | 3          | 0           | 0          | 3               | 1               | 0               | 0               | 37       | 4      | 0           | 0          |
| B. Vendrely      | 15         | 0          | 1           | 0          | 3               | 0               | 0               | 0               | 18       | 0      | 1           | 0          |
| D. Wilczynski    | 4          | 0          | 0           | 0          | 1               | 0               | 0               | 0               | 5        | 0      | 0           | 0          |
| N. Zlatarić      | 13         | 4          | 2           | 0          | -               | -               | -               | -               | 13       | 4      | 2           | 0          |
| J.J. Tomaszewski | 2          | 0          | 0           | 0          | 0               | 0               | 0               | 0               | 2        | 0      | 0           | 0          |